# Luis Vargas Peña
Jorge Luis Vargas Peña (* 23. April 1907, nach anderen Quellen 1905 in Asunción; † 19. März 1994 ebenda) war ein paraguayischer Fußballspieler. Der Stürmer war Mannschaftskapitän der paraguayischen Nationalmannschaft bei der ersten Fußball-Weltmeisterschaft 1930 und erster Torschütze seines Landes bei einer WM.

## Karriere
Vargas Peña verbrachte seine Spielerkarriere beim Club Olimpia in seiner Heimatstadt Asunción und gewann mit diesem Klub mehrere paraguayische Meisterschaften. Mit der Nationalmannschaft nahm er am Campeonato Sudamericano 1926 und an der ersten Fußball-Weltmeisterschaft 1930 in Uruguay teil, wo er jeweils zwei Spiele bestritt. Bei der WM war er Kapitän der paraguayischen Mannschaft  und ging durch sein Tor zum 1:0-Sieg gegen Belgien als erster paraguayischer Torschütze bei einer Weltmeisterschaft in die Fußballhistorie seines Landes ein.